# Alangalang
Alangalang ist eine philippinische Stadtgemeinde in der Provinz Leyte auf der Insel Leyte. Sie hat 55.235 Einwohner (Zensus 1. August 2015), die in 54 Barangays leben. Die Gemeinde wird als teilweise urban beschrieben und gehört zur zweiten Einkommensklasse der Gemeinden auf den Philippinen. Ihre Nachbargemeinden sind Barugo und San Miguel im Norden, Pastrana im Süden, Tacloban City im Nordosten, Santa Fe im Osten und Jaro im Westen. Alangalangs Ökonomie wird hauptsächlich durch die Landwirtschaft bestimmt und liegt im fruchtbaren Leyte-Sab-a-Becken. 
In der Gemeinde befindet sich ein Campus der Visayas State University.

## Baranggays
| - Aslum - Astorga (Burabod) - Bato - Binongto-an - Binotong - Bobonon - Borseth - Buenavista - Bugho - Buri - Cabadsan - Calaasan - Cambahanon - Cambolao - Canvertudes - Capiz - Cavite - Cogon | - Dapdap - Divisoria - Ekiran - Hinapolan - Hubang - Hupit - Langit - Lingayon - Lourdes - Lukay - Magsaysay - Mudboron - P. Barrantes - Peñalosa - Pepita - Salvacion Poblacion - San Antonio - San Diego | - San Francisco East - San Francisco West - San Isidro - San Pedro - San Vicente - Santiago - Santo Niño (Pob.) - Santol - Tabangohay - Tombo - Veteranos - Blumentritt (Pob.) - Holy Child I (Pob.) - Holy Child II (Pob.) - Milagrosa (Pob.) - San Antonio Pob. - San Roque (Pob.) - Salvacion |